# اخبار ائمة الزیدیه فی طبرستان و دیلمان و جیلان
أخبار أئمة الزیدیة فی طبرستان و دیلمان و جیلان کتابی است به ویراستاری ویلفرد مادلونگ دربارهٔ تاریخ خاندان‌های حکومتگر زیدی شمال ایران در گیلان و مازندران و دیلمان. این کتاب در سال ۱۹۸۷ در مرکز آلمانی مطالعات شرقی در بیروت، فرانتز اشتاینر منتشر شده‌است.
این کتاب شامل متونی در بارهٔ امامان زیدی است منجمله:
- المَصابیح ابوالعباس احمد بن ابراهیم حسنی (متوفی اواسط قرن چهارم)؛
- الافادة فی تاریخ الائمة السادة ابوطالب الناطق بالحق یحیی بن حسین (متوفی ۴۲۴) شاگرد ابوالعباس حسنی؛
- جَلاءالابصار تألیف حاکم ابوسعد محسِّن بن محمد جُشَمی بیهقی (متوفی ۴۹۴)؛ نامه مورخ ۶۰۷ از یوسف بن ابی الحسن جیلانی (فقیه زیدی لاهیجان) به عمران بن حسن بن ناصر عُذری هَمْدانی (فقیه زیدی یمن)؛
- الرسالة العالمة بالادلّة الحاکمة تألیف امام المنصور باللّه عبداللّه بن حمزه (متوفی ۶۱۴)؛
- الحدائق الوَردیة فی مناقب الائمة الزیدیة اثر حُمَیدبن احمد مُحلِّی (متوفی ۶۵۲)،
- و قسمتی از بخش چهارم روضة الاخبار و کنوز الاسرار تألیف ابومحمد یوسف بن محمد حَجوری (تألیف در ۶۲۷) که شرح وقایع تاریخ اسلام با احتوا بر شرح حال امامان زیدی و عمدتاً برگرفته از المصابیح ابوالعباس حسنی است.[۱][۳]